# Minna Lammert
Minna Lammert, coneguda també com a Minna Lammert-Tamm i Minna Tamm (Sondershausen, Alemanya, 16 de febrer de 1852 - Berlín, 1921), fou una mezzosoprano operística alemanya. Va cantar durant dècades al Hoftheater de Berlín. Va aparèixer en la primera representació completa de Der Ring des Nibelungen de Richard Wagner al primer Festival de Bayreuth el 1876, com una de les Rhinemaidens (filles del Rin).

## Carrera
Minna Lammert va aparèixer com a solista en les actuacions d'una església quan tenia deu anys. Després dels estudis de veu als conservatoris de Coburg i Leipzig, va ser contractada pel Hoftheater, el teatre de la cort de la seva ciutat natal, debutant el 1872 com a Leonore en Fidelio de Ludwig van Beethoven.
Va ser, des del 1873 fins a la seva jubilació el 1896, membre del Hoftheater de Berlín. Va ser coneguda per les interpretacions de papers d'òperes de Wagner, com ara Mary en Der fliegende Holländer, Ortrud en Lohengrin i Magdalena en Die Meistersinger von Nürnberg, però també va aparèixer com a Azucena a Il trovatore de Giuseppe Verdi i com a Fides en Le Prophète de Giacomo Meyerbeer. Va participar en les estrenes de Die Maccabäer d'Anton Rubinstein l'11 d'abril de 1875 i de Turandot de Theobald Rehbaum l'11 d'abril de 1888. Altres rols que va interpretar van ser Gertrud en Hans Heiling de Heinrich Marschner, Nancy en Martha de Friedrich von Flotow, Irmentraut en Der Waffenschmied d'Albert Lortzing, Margarethe en Die Weiße Dame (La Dame blanche) de François-Adrien Boïeldieu, la Marquesa en Die Regimentstochter (La Fille du régiment) de Gaetano Donizetti i Karin a Die Volkunger d'Edmund Kretschmer.

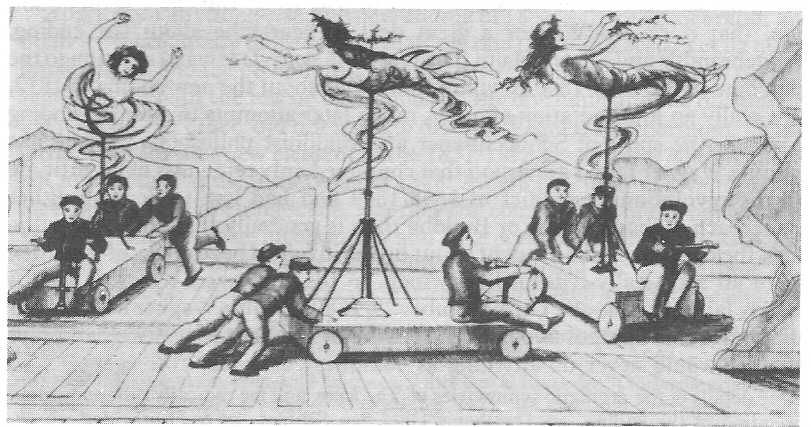
Maquinària d'escenificació de Das Rheingold al primer Festival de Bayreuth

En el primer Festival de Bayreuth, del 13 al 17 d'agost de 1876, Minna va aparèixer com Rossweisse i Flosshilde en la primera representació completa de Der Ring des Nibelungen (L'anell del Nibelung). Les altres dues Rhinemaidens (filles del Rin) van ser les germanes Lilli Lehmann i Marie Lehmann. Lilli Lehmann descrivia en les seves memòries Lammert com a molt musical ("urmusikalisch"), i la seva veu com a vellutada ("sammetweich"). Durant aquella representació, les cantants van simular que nedaven amb l'ajut d'un maquinari concebuda pel compositor Wagner, que havia presentat algunes dificultats inicials en l'execució. Després de assajada l'escena, l'assistent Richard Fricke va escriure al seu diari que Wagner «els ho va agrair plorant d'alegria».
Lammert es va casar el 1878 amb el doctor Tamm, sent anunciada des de llavors amb el seu nom de casada, Minna Lammert-Tamm. Va morir a Berlín en 1921.